# Chen Kun
Chen Kun (陈坤) es un actor y cantante chino, nacido el 4 de febrero de 1976 en Chongqing.

## Biografía
Es muy buen amigo de las actrices Zhou Xun y Shu Qi, también es amigo de la actriz Ni Ni.

## Carrera
Formado en la Academia de Cine de Pekín en la misma clase de Vicki Zhao Wei, ha sido hasta la fecha su mayor parte que dirigió a la pequeña pantalla. 
Sin embargo, participó en los principales filemnes como Balzac y la joven costurera china, "Painted Skin" o "El nudo". Por esta última película, también ganó un premio como Mejor Actor Huabiao en 2007.

## Filmografía

### Películas
- 1921 (2021) - como Chen Duxiu
- Mojin: La leyenda perdida (2015)
- Painted Skin 2 (2012)
- Flying Swords of Dragon Gate (2011)
- Love on Credit (2011)
- Rest on Your Shoulder (2011)
- The Founding of a Republic (2009)
- Mulan (2009)
- Painted Skin (2008)
- Playboy Cops (2008)
- The Door (2006) (post-production)
- Li fa shi ou The Music Box (2006)
- The Knot (2006)
- Lian Ai zhong de Bao Bei ou Baober in Love (2004)
- Yuan yang hu die ou Westlake Moment (2004)
- Kongshoudao shanu zu ou Kungfu Girls (2003)
- Xiao ca feng ou Balzac and The Little Chinese Seamstress (2002)
- Guoge ou National Anthem (1999)

### Series de televisión
- The Wind Blows From Longxi (2022)[1]
- Qing Zheng Jin Sheng / The Life Proved By Love (2008)
- Endless Love / C'est La Vie, Mon Cheri (2008 - TVB)
- The Conquest (2007)
- Legend of Heroic Duo
- The True Princess (天下有情人之名扬花鼓)
- Vancouver (CCTV, 2003)
- The Story of a Noble Family
- Pink Ladies
- Shuang Xiang Pao
- Hao Xiang Hao Xiang Tan Lian Ai
- Chang Jian Xiang Si
- Yin Xie Dao
- Hong Se Di Tan Hei Se Meng
- Business Family
- Fei Ni Bu Ke (CCTV, 2002)
- Love In Sunshine
- Love Story in Shanghai (2000)

### Programas de variedades
| Año              | Programa   | Notas                  |
| ---------------- | ---------- | ---------------------- |
| 2016, 2018, 2021 | Happy Camp | 3 episodios - invitado |

### Revistas / sesiones fotográficas
| Año  | Título        | Notas                    |
| ---- | ------------- | ------------------------ |
| 2019 | Esquire China | (publicación de octubre) |

### Eventos
| Año  | Título                  | Notas |
| ---- | ----------------------- | ----- |
| 2020 | CCTV New Year Gala 2020 |       |

## Embajador
En el 2007 Chen junto a Sun Li, Kangta y Jang Na Ra, fueron nombrados como "Embajadores de Buena Voluntad" para el Año de Intercambio entre China y la República de Corea.

## Premios y nominaciones
- 2019 - Best Actor - Magnolia Award - 25th Shanghao TV Festival - The Rise of Phoenixes (pendiente)

- Mejor Actor Huabiao en 2007.